# Sąd sejmowy (Wolne Miasto Kraków)
Sąd sejmowy – organ sądownictwa Wolnego Miasta Krakowa. Był to sąd specjalny, niemający związków z systemem sądownictwa powszechnego Wolnego Miasta Krakowa.
Jego właściwość obejmowały sprawy, w których oskarżonymi o popełnienie przestępstwa w związku z urzędowaniem, tj. o defraudację powierzonych pieniędzy lub nadużycie władzy, byli urzędnicy oraz sędziowie.
Sądziło w nim pięciu członków Zgromadzenia Reprezentantów, trzech senatorów, prezesi Sądu Apelacyjnego i Sądu I instancji, a także czterech sędziów pokoju i trzech arbitrów, których wybierał pozwany.